# Осовниця
Осовниця( пол. Osownica, Osownia, Ossownica) — річка в Польщі, у Воломінському повіті Мазовецького воєводства. Ліва поритока Лівця (басейн Балтійського моря).

## Опис
Довжина річки 40,71 км, найкоротша відстань між витоком і гирлом — 28,49  м/км, коефіцієнт звивистості річки — 1,41 .

## Розташування
Бере початок біля села Вішневе. Спочатку тече на північний захід, у Кам'янці повертає на північний схід і тече через Чарноглув. У Оссувно повертає на північний захід, тече через Маквеч Малий, Макувеч Великий, Дроп, Руду-Пневнік. У Дзержануві повертає на північний схід і тече через місто Ядув, далі повертає на північний захід і у Божимах впадає у річку Лівець, ліву притоку Західного Бугу.
У селі Страхувка річку перетинає автошлях 50.